# Шаповалов В'ячеслав Володимирович
Шаповалов В'ячеслав Володимирович (нар. 20 червня 1969 року, Харків) — колишній заступник міністра з питань реінтеграції тимчасово окупованих територій України, заступник Міністра оборони України (2021—2023).

## Біографія
Народився 20 червня 1969 року у Харкові.
В 1993 році закінчив Київський інститут інженерів цивільної авіації за спеціальністю «Організація перевезень та управління, інженер з організації та управління».
07.1986 — 10.1988 — строкова військова служба в Збройних силах;
02.1989 — 08.1989 — аеродромний робітник 3-го розряду аеродромної служби Харківського об'єднаного авіапідрозділу Українського управління цивільної авіації, Харків;
05.1990 — 08.1990 — бортпровідник служби бортпровідників аеропорту Мінськ-2 Білоруського управління цивільної авіації;
06.1993 — 11.1996 — спеціаліст з міжнародних перевезень, відповідальний з туризму ТОВ «ПАН Укрейн», Київ;
11.1996 — 04.1998 — агент по організації обслуговування авіаперевезень управління з менеджменту Державної авіакомпанії «АВІАЛІНІЇ УКРАЇНИ», Київ;
04.1998 — 11.1998 — спеціаліст підприємства «Вальта», Київ;
12.1998 — 11.2002 — менеджер зі збуту ТОВ «ЧелПром», Київ;
11.2002 — 12.2009 — генеральний директор Універсального ремонтного механічного заводу ТОВ «Зубр», селище Буча Київської області;
06.2010 — 02.2012 — начальник Управління капітального будівництва Міністерства з питань житлово-комунального господарства України, Київ;
02.2012 — 07.2012 — начальник Управління капітального будівництва Міністерства регіонального розвитку, будівництва та житлово-комунального господарства України, Київ;
07.2013 — 05.2014 — заступник генерального директора з питань будівництва Державного підприємства «Спецсервіс» МВС України, Київ;
05.2014 — 08.2014 — начальник Управління капітального будівництва та житлового господарства Державного управління справами, Київ;
11.2014 — 05.2015 — директор Департаменту капітального будівництва Київської обласної державної адміністрації, Київ;
05.2015 — 02.2017 — радник заступника Голови Київської обласної державної адміністрації, Київ;
04.2017 — 12.2017 — директор ТОВ «Пуск будівництво», Київ;
01.2018 — 01.2019 — директор Департаменту майнової політики Публічного акціонерного товариства «Українська залізниця», Київ;
07.2020 — 01.2021 — директор, генеральний директор Директорату інфраструктури Міністерства з питань реінтеграції тимчасово окупованих територій України, Київ.
З 3 лютого 2021 року — заступник Міністра з питань реінтеграції тимчасово окупованих територій України.
17 листопада 2021 року Шаповалов призначений Кабінетом Міністрів України заступником Міністра оборони України. 24 січня Шаповалов написав на тодішнього міністра обророни Резнікова заяву про звільнення.

## Розслідування

### Завищення цін на продукти харчування для ЗСУ
23 січня 2023 року НАБУ почало розслідування ймовірного завищення цін на закупівлі МО продуктів харчування для ЗСУ.
2 лютого Шаповалову було обраний запобіжний захід — два місяці перебування під вартою. Печерський суд Києва заарештував його з правом внесення застави у сумі 402,6 млн грн.

### Закупівля неякісних бронежилетів для ЗСУ
Шаповалову вручили підозру у тому, що з березня по серпень 2022 року він укладав контракти з постачальниками бронежилетів та шоломів, при цьому в договорах були відсутні пункти про відповідальність постачальників за якість. За цими договорами було здійснено стовідсоткові оплати. Після того, як продукція надійшла в Україну, з'ясувалося, що її частина не відповідає українським вимогам щодо якості.
10 жовтня 2023 року, в ДБР, за матеріалами Державної аудиторської служби України, повідомили Шаповалову підозру за розтрату 250 млн грн державних коштів на закупівлю бронежилетів.

### Закупівля наякісної форми для ЗСУ
У листопаді 2023 року Шаповалову було повідомлено про підозру в розтраті майже 1 млрд грн під час закупівлі форми для військових. За даними СБУ, 2022 року він із підлеглими, закупив неякісну військову форму у приватної компанії, але військові не змогли її використовувати через непридатність у холодну пору року в умовах інтенсивних бойових дій. СБУ повідомили Шаповалову підозру за двома статтями ККУ: ч. 5 ст. 191 (привласнення, розтрата майна або заволодіння ним шляхом зловживання службовим становищем); ч. 2 ст. 28 та ч. 1 ст. 114-1 (перешкоджання законній діяльності ЗСУ та інших військових формувань).